# دای تیه‌لانگ
دای تیه‌لانگ (انگلیسی: Dai Tielang؛ زادهٔ ۱۷ اکتبر ۱۹۳۰ - درگذشته ۴ سپتامبر ۲۰۱۹) یک نقاش، کارگردان فیلم و پویانما اهل سنگاپور-چین بود که بین سال‌های ۱۹۸۰ تا ۱۹۹۳ میلادی فعالیت می‌کرد. از فیلم‌ها یا مجموعه‌های تلویزیونی که وی در آن‌ها نقش داشته‌است می‌توان به گربه بازرس و گوزن نه‌رنگ اشاره نمود.